# Петкович, Майкл
Майкл Пе́ткович (англ. Michael Petkovic; хорв. Majkl Petković; 16 июля 1976, Фримантл (по другим данным Перт), штат Западная Австралия, Австралия) — австралийский футболист хорватского происхождения, вратарь. Выступал в сборной Австралии.

## Карьера

### Клубная
Воспитанник клуба «Спирвуд Далматинац». Профессиональную карьеру начал в 1994 году в клубе «Перт Кангарус», в 1995 году ненадолго вернулся в «Спирвуд Далматинац», однако в том же году перешёл в «Саут Мельбурн», в составе которого выступал до 1999 года, проведя за это время 105 матчей, после чего, в том же году, переехал во Францию в клуб «Страсбур». В 2000 году вернулся в «Саут Мельбурн», за который играл до 2002 года, проведя за это время 56 матчей, правда, за «Саут Мельбурн» в этот период карьеры играл не всё время, в 2001 году ненадолго на правах аренды выступал за норвежский «Лиллестрём». В 2002 году отправился в Турцию в клуб «Трабзонспор», в составе которого выступал до 2005 года, проведя за это время 87 матчей и став, вместе с командой, дважды серебряным призёром чемпионата Турции и дважды обладателем Кубка Турции. С 2005 года выступает за другой турецкий клуб «Сивасспор», в составе которого отметился забитым голом в ворота клуба «Анкарагюджю».

### В сборной
В составе главной национальной сборной Австралии выступает с 1999 года. Участник Кубка Азии 2007 года.

## Достижения
- Серебряный призёр чемпионата Турции (2): 2003/04, 2004/05
- Обладатель Кубка Турции (2): 2002/03, 2003/04

## Личная жизнь
Младший брат другого австралийского футболиста Джейсона Петковича.